# Olimpiada en México
Olimpiada en México es una película mexicana de género documental estrenada en 1969 y dirigida por Alberto Isaac, que narra los eventos de los Juegos Olímpicos de México 1968. Fue nominada al Premio Óscar al mejor largometraje documental.

## Producción
El documental fue realizado por encargo de la denominada Sección de Cinematografía del Comité Organizador de los Juegos de la XIX Olimpiada, que encabezaba como productor ejecutivo Federico Amérigo; fue parte del programa de celebraciones paralelas a los eventos deportivos denominada Olimpiada Cultural,  en la que los países participantes podían presentar sus manifestaciones artísticas y culturales.
Su rodaje se inició el 12 de octubre de 1968 con la Ceremonia de Inauguración de los Juegos Olímpicos; para su realización el director Alberto Isaac contó con la colaboración de los después importantes cineastas Felipe Cazals, Paul Leduc y Rafael Corkidi. Quienes además dirigieron otros cortometrajes sobre el mismo tema olímpico, entre los que están Puebla 68 de Corkidi o Trabajo Olímpico de Cazals.
Su producción fue considerada en aquel momento como la operación fílmica más vasta de todos los tiempos, requirió ochenta
y un equipos de cámara y quince de sonido, que filmaron cada uno de los eventos en los veintisiete escenarios de competencias donde se desarrollaron entre el 12 y el 27 de octubre. Se rodaron 750 000 pies de película especial Techniscope y se registraron 250 000 pies de cinta magnetofónica de 1/4 de pulgada. La filmación contó con la colaboración de un total de 412 técnicos de ocho diferentes países. 
La música fue responsabilidad del compositor mexicano Joaquín Gutiérrez Heras; y la narración del actor Enrique Lizalde y de Roberto Morales.
La edición de la gran cantidad de metraje filmado requirió varios meses de cortes preliminares, y fue realizada por el propio Alberto Isaac, Julio Pliego y Rafael Castanedo, teniendo además la colaboración de Alberto Valenzuela y Rafael Ceballos. Se usó tecnología de punta para la época como los acercamientos logrados con lentes telefoto de Techinicope, que aunado al uso del movimiento retardado en numerosas escenas produjeron intensa acción y gran emotividad.
La película fue distribuida en tres versiones, de 70, 35 y 16 milímetros. La versión original internacional consta de catorce rollos, a los que además complementan otros siete rollos, cada uno de ellos de una versión especial con aspectos de interés para cada una de siete regiones del mundo. La distribución la realizó en México, Películas Nacionales, y en Latinoamérica, Películas
Mexicanas —entonces empresas paraestatales—. La Tōhō recibió los derechos para Japón y la distribución al resto del mundo corrió a cargo de la Columbia Pictures.

## Nominaciones
El documental fue nominado al Premio Óscar de 1969 al mejor largometraje documental, aunque no obtuvo el premio —correspondió al documental Arthur Rubinstein – The Love of Life—. Es hasta la fecha, el único documental mexicano que ha recibido una nominación al Premio de la Academia.